# فارتبورغ

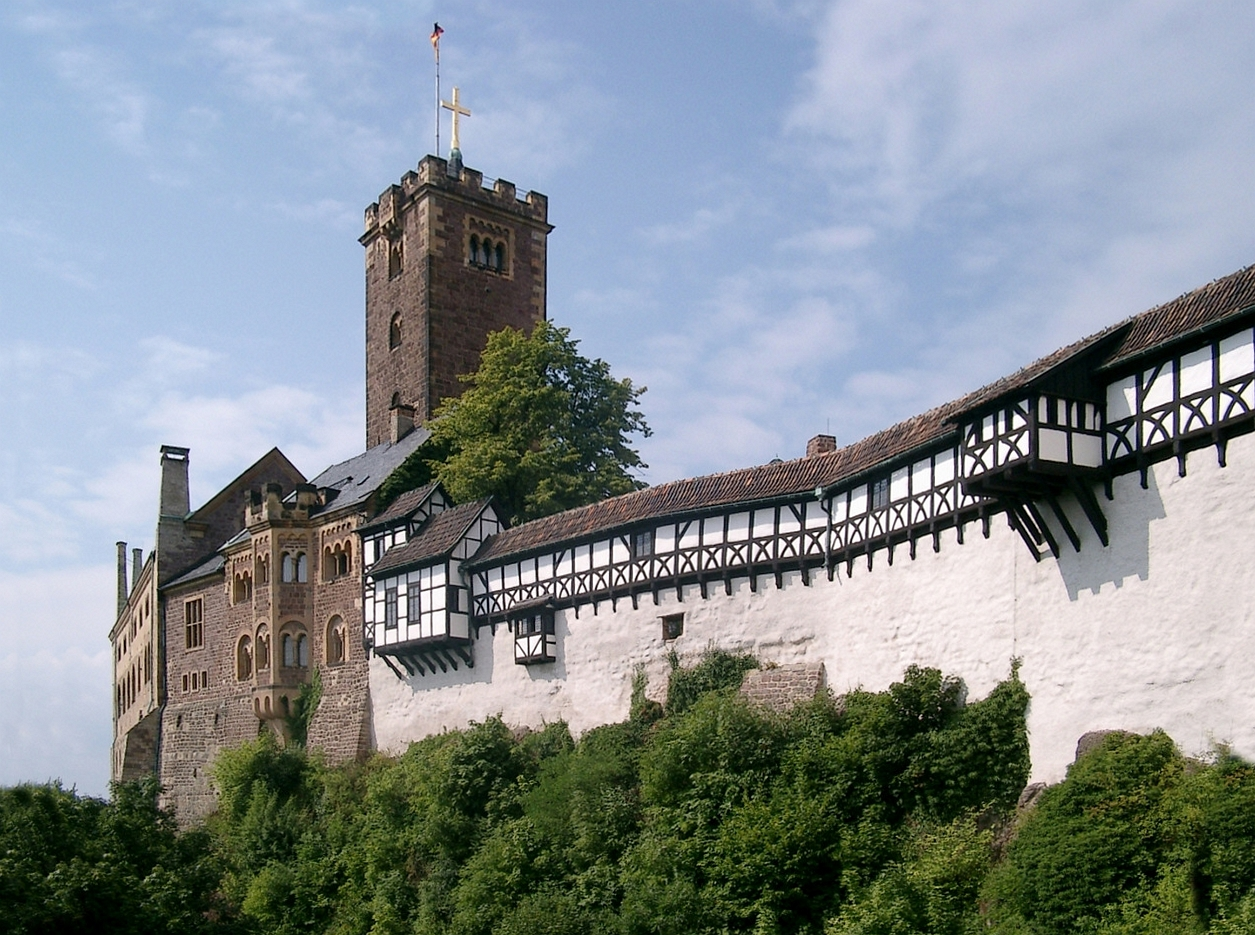
قلعة فارتابورج بالقرب من "أيسناخ"، ألمانيا

فارتبورغ (بالألمانية: Wartburg) هي قلعة في ولاية تورنغن الألمانية بالقرب من مدينة أيسناخ. تقع على قمة جبلية خضراء عند النهاية الشمالية الغربية لغابة تورنغن على ارتفاع 411 متر فوق سطح البحر. شيد تلك القلعة «لودفيج در شبنجر» في عام 1067 وتعتبر منذ 1999 موقع تراث عالمي. يأتي اسم القلعة من كلمة وتعني الحراسة أي قلعة الحراسة أو قلعة الحراس.
قلعة فارتبورج الحالية انتهى بناؤه خلال القرن التاسع عشر وتضم بعض الأجزاء القديمة، بعضها رمم وبعضها أعيد بناؤه. ويعود شكلها الحالي إلى الأمير «كارل إلكساندر».

## أهميتها في تاريخ ألمانيا
يرتبط تاريخ ألمانيا بهذه القلعة ارتباطا وثيقا. فقد عاشت فيها القديسة إليزابت فون تورنغن بين عامي 1211 إلى 1227 التي أعلن قدسيتها فيما بعد. وبين عامي 1521/1522 اختبأ في القلعة مارتن لوثر كأحد القساوسة وقام في هذا الملجا بترجمة الإنجيل باللغة الألمانية، حيث كانت الطقوس الدينية تقام حتى ذلك العهد طبقا للكنيسة الكاثوليكية باللغة الرومانية، وكذلك كانت قراءة الإنجيل تقرأ فقط باللغة الرومانية، فكانت لا تفهم إلا من القساوسة المتخصصين.
قام مارتن لوثر بترجمة الإنجيل إلى اللغة الألمانية ليجعل قراءته بين العامة متاحا، وغضب عنه الفاتيكان، وانقسمت الكنيسة بعد ذلك ونشأ المذهب «البروتستانتي» في ألمانيا أولا ثم انتشر في بعض البلاد.
قام الأديب الألماني يوهان فولفغانغ فون غوته بزيارة قلعة فارتبورغ عدة مرات، وكانت أول مرة لزيارته في عام 1777. تعتبر القلعة رمز لاتحاد ألمانيا حيث أقيم فيها احتفال 18 أكتوبر 1817 بذكرى مرور 300 سنة على أطروحة مارتن لوتر، ثم احتفال الألمان في فارتبورغ بثورة عام 1848 . فليس من الغريب أن تصبح قلعة فارتبورغ رمزا للوطن الألماني.

## صور من القلعة

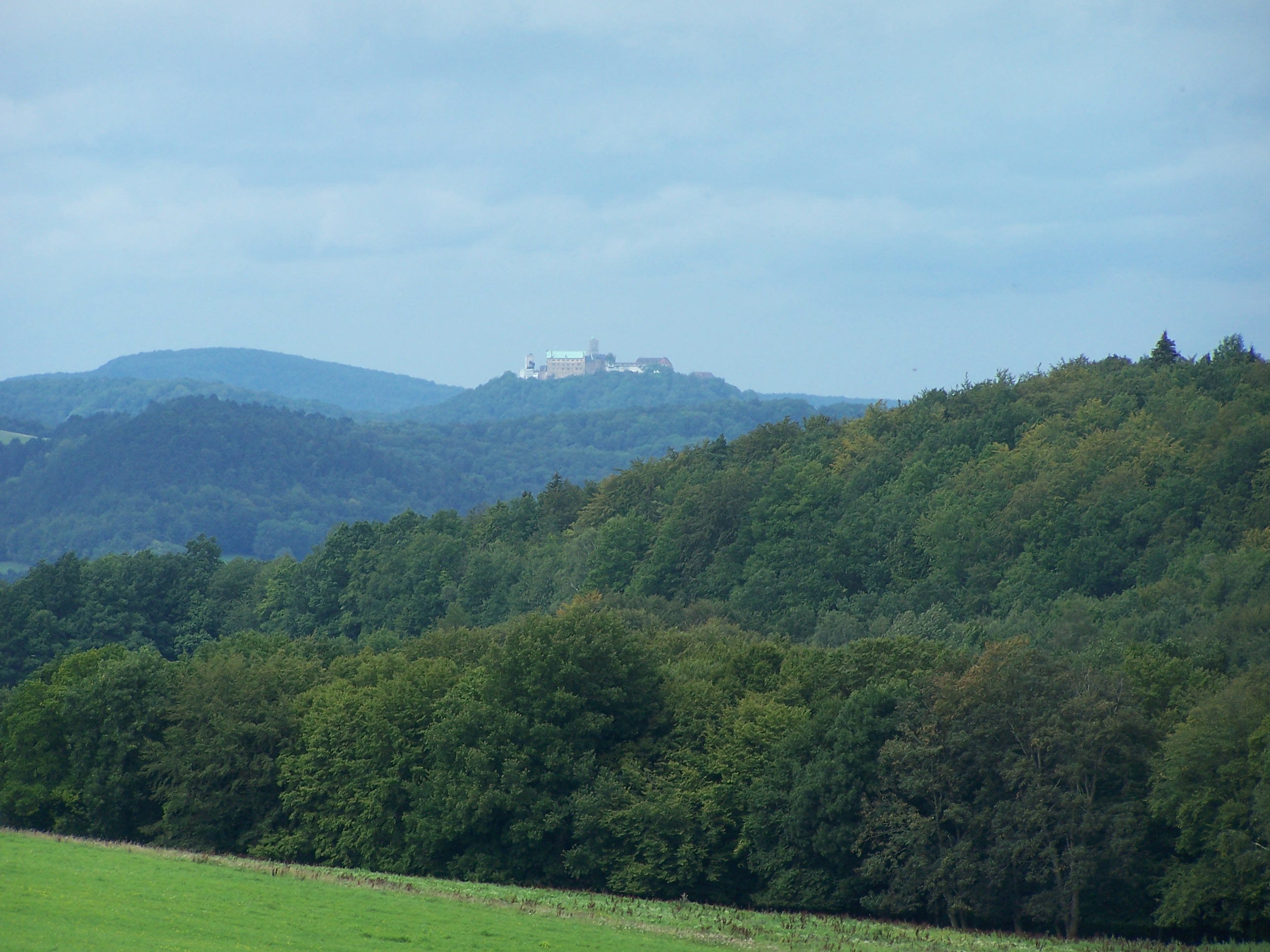
Fernansicht der Wartburg von Osten

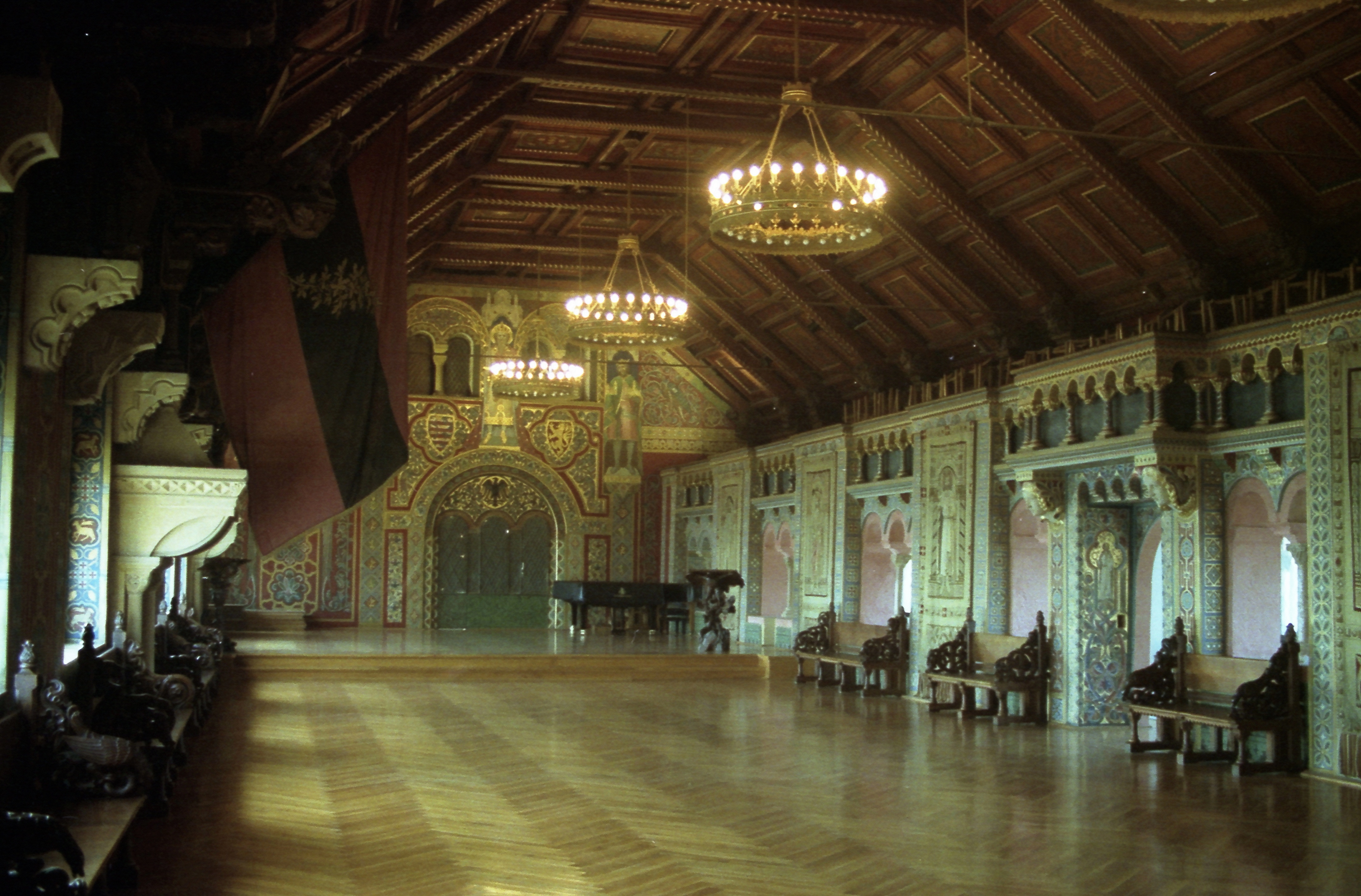
صالة الاحتفالات

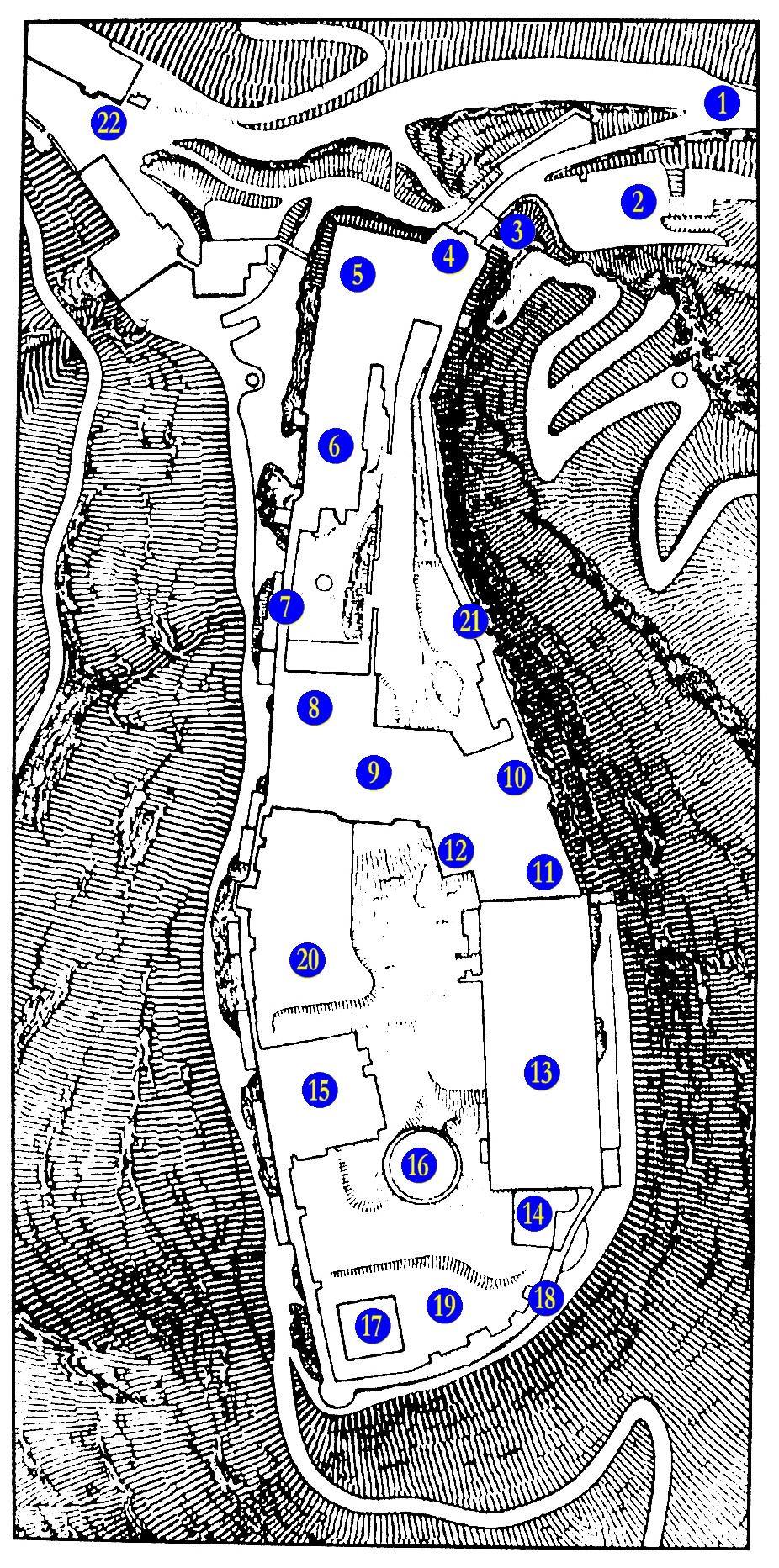
Plan

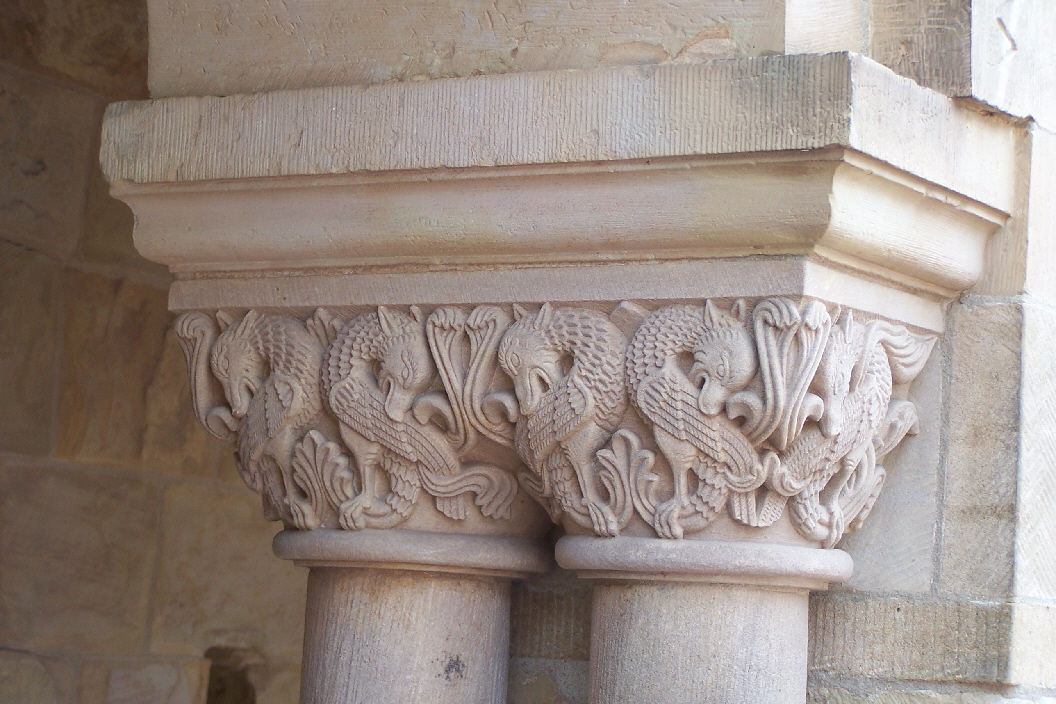
Kapitelle

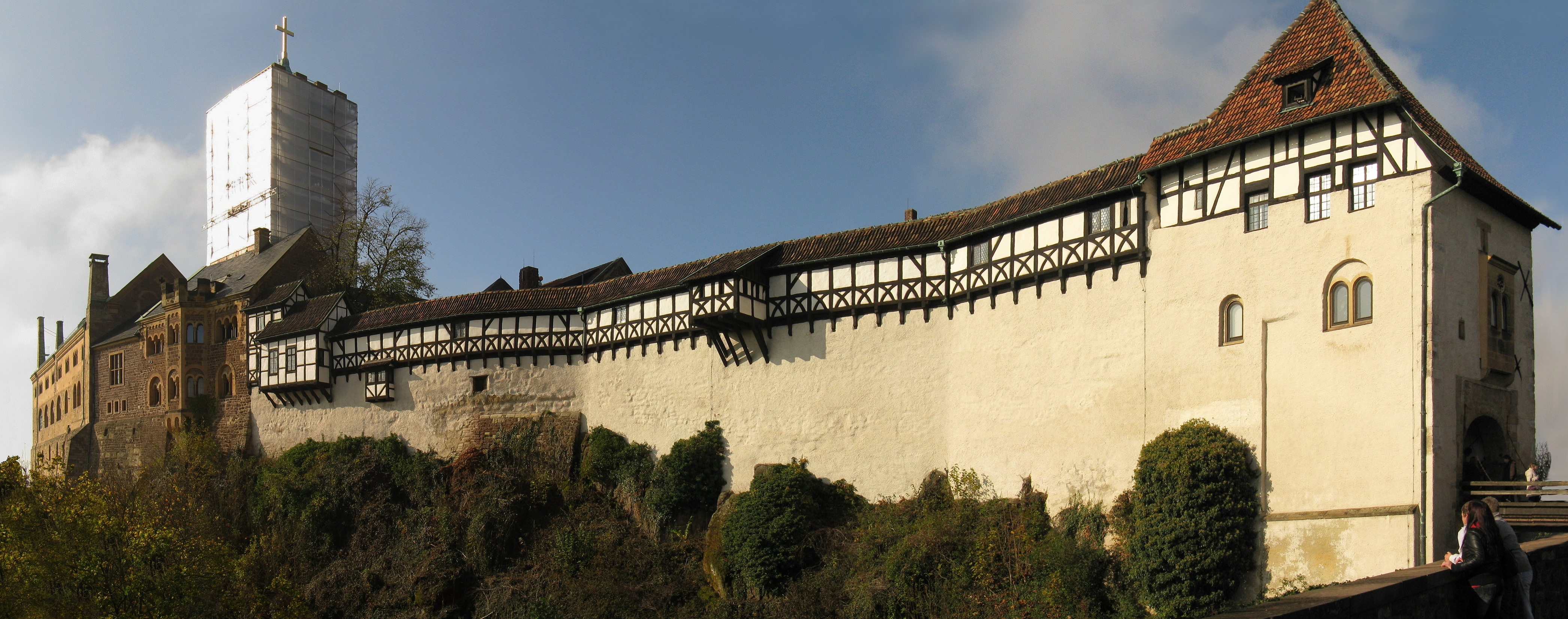
Panorama der Ostseite

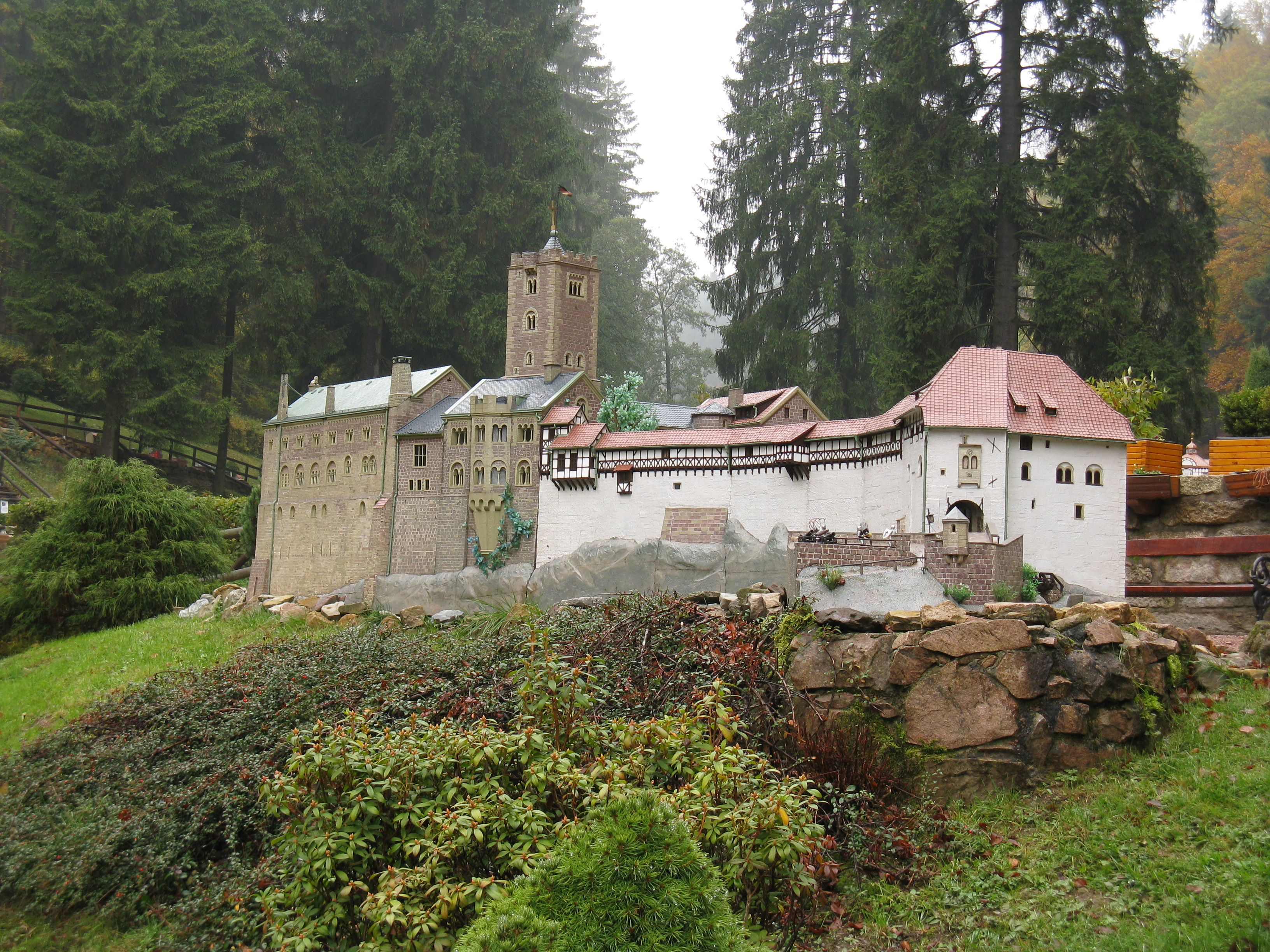
Panorama im Vergleich als Modell im mini-a-thür

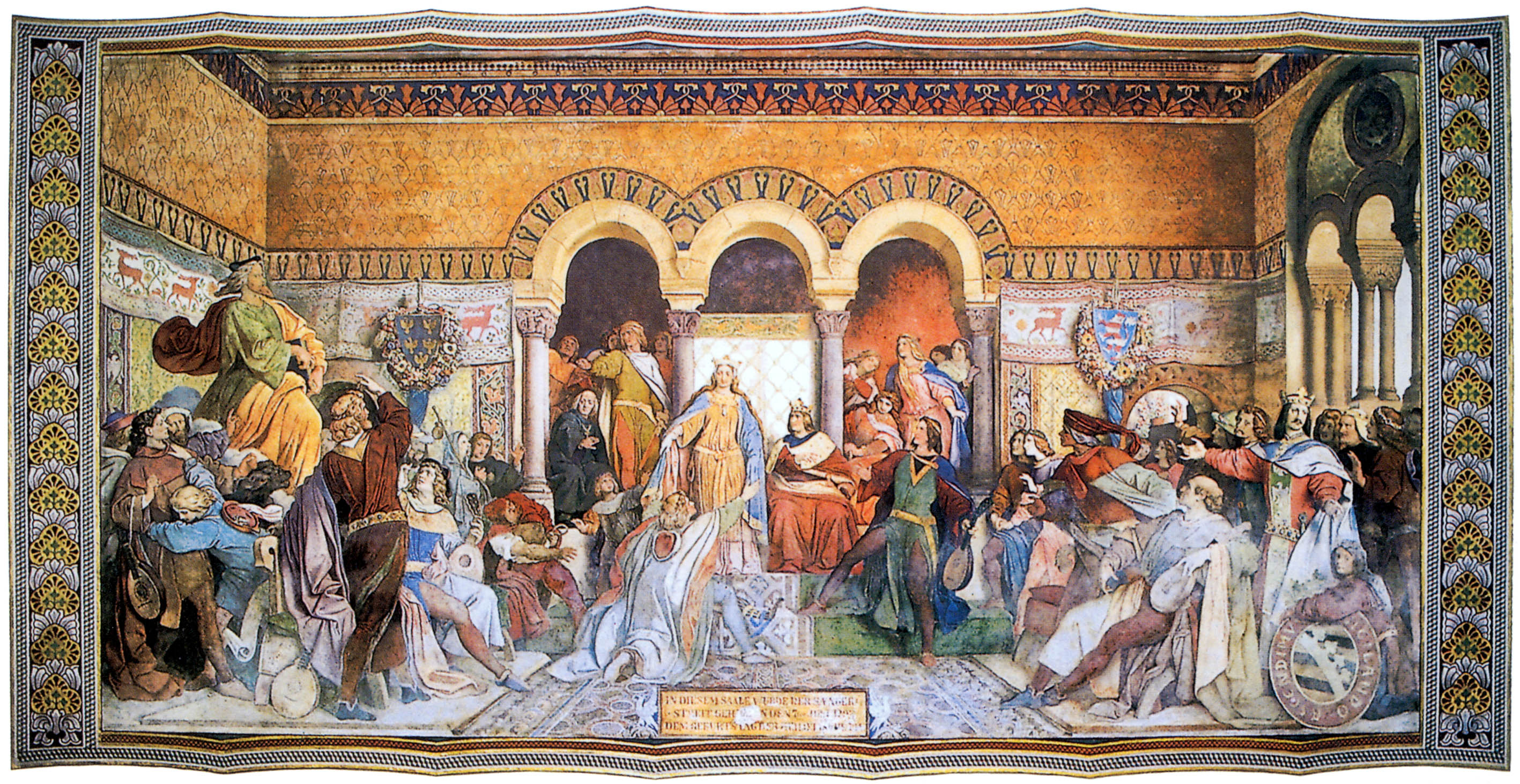
Der Sängerkrieg (Moritz von Schwind Fresko auf der Wartburg 1854)

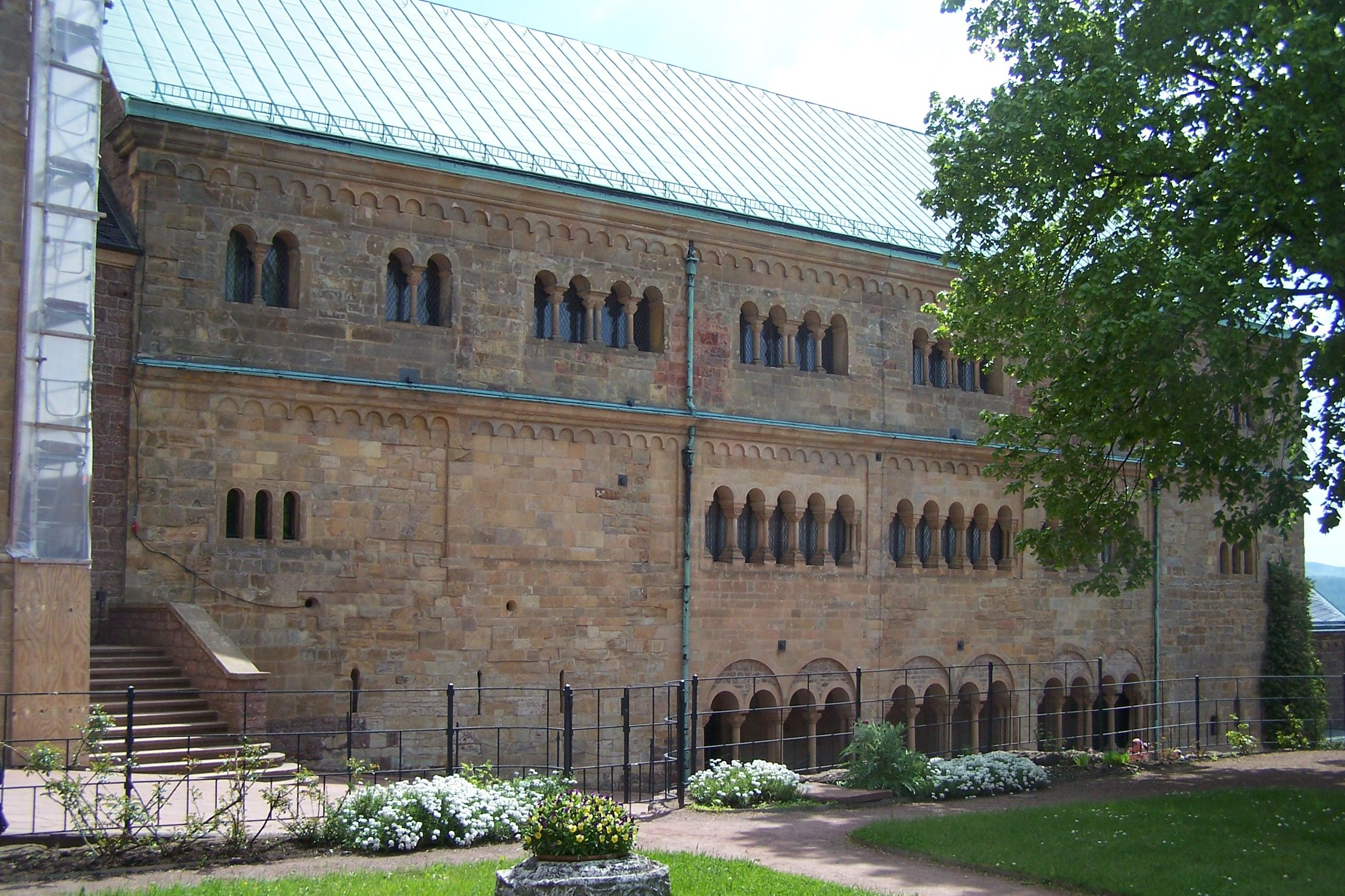
Palas der Wartburg

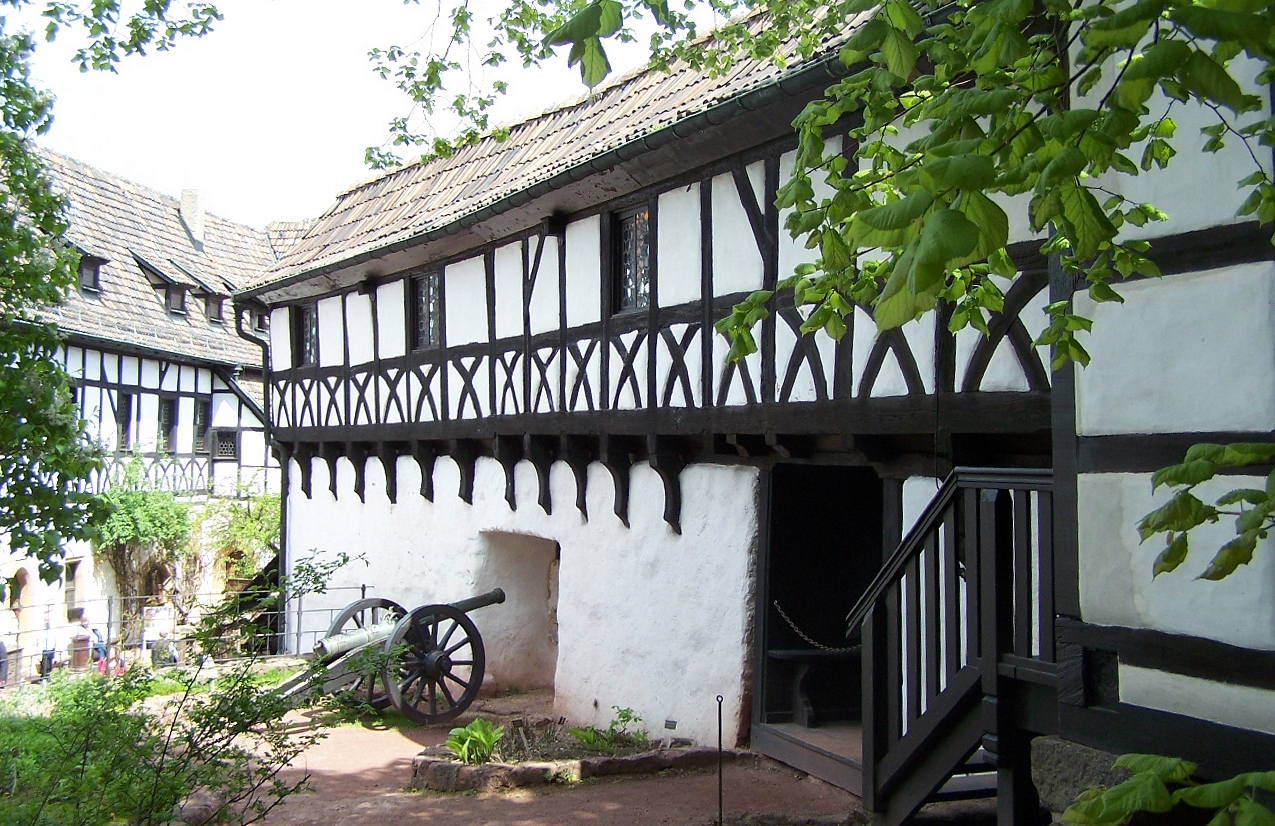
Elisabethengang

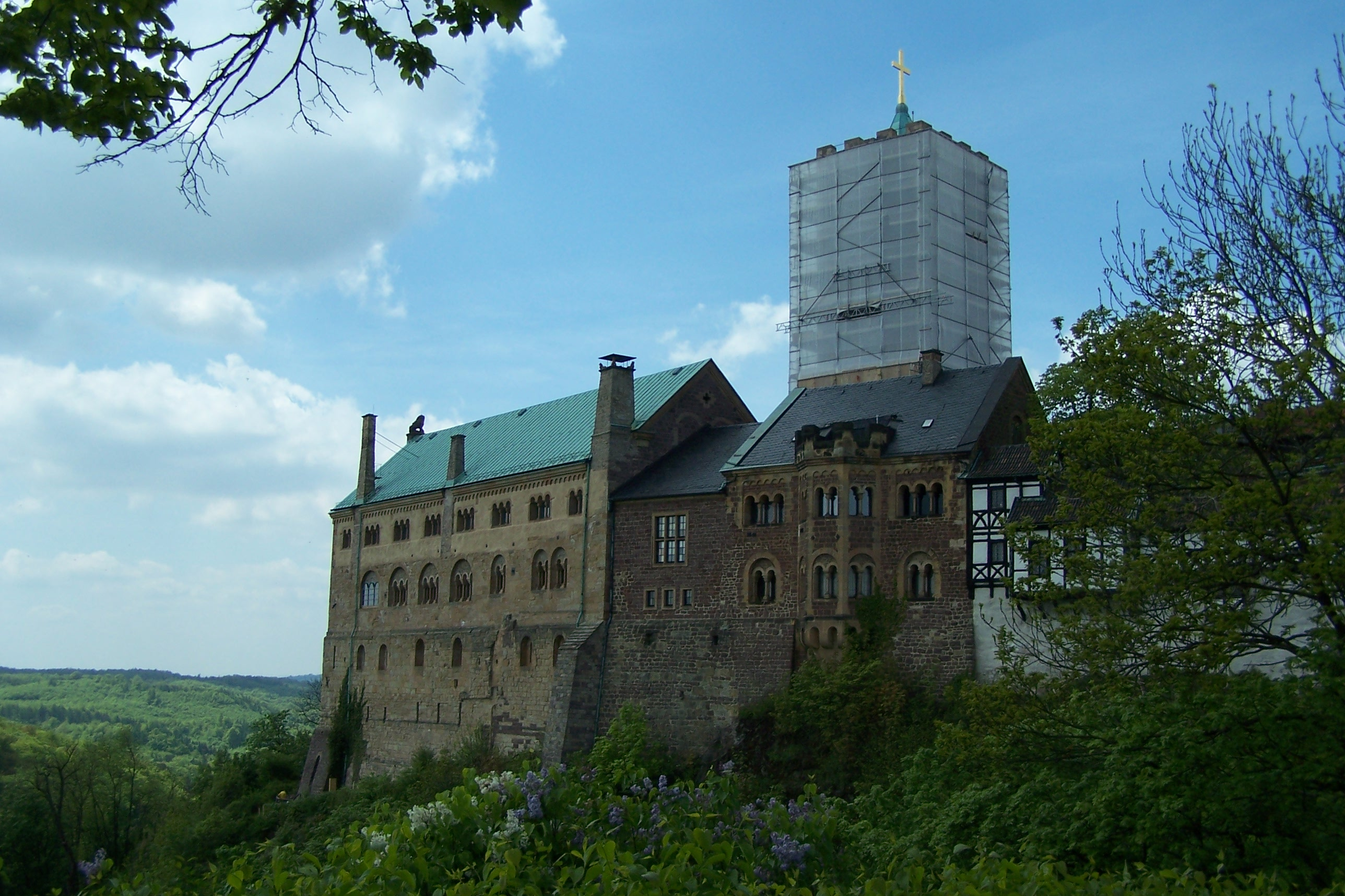
Die Wartburg – Palas (links)

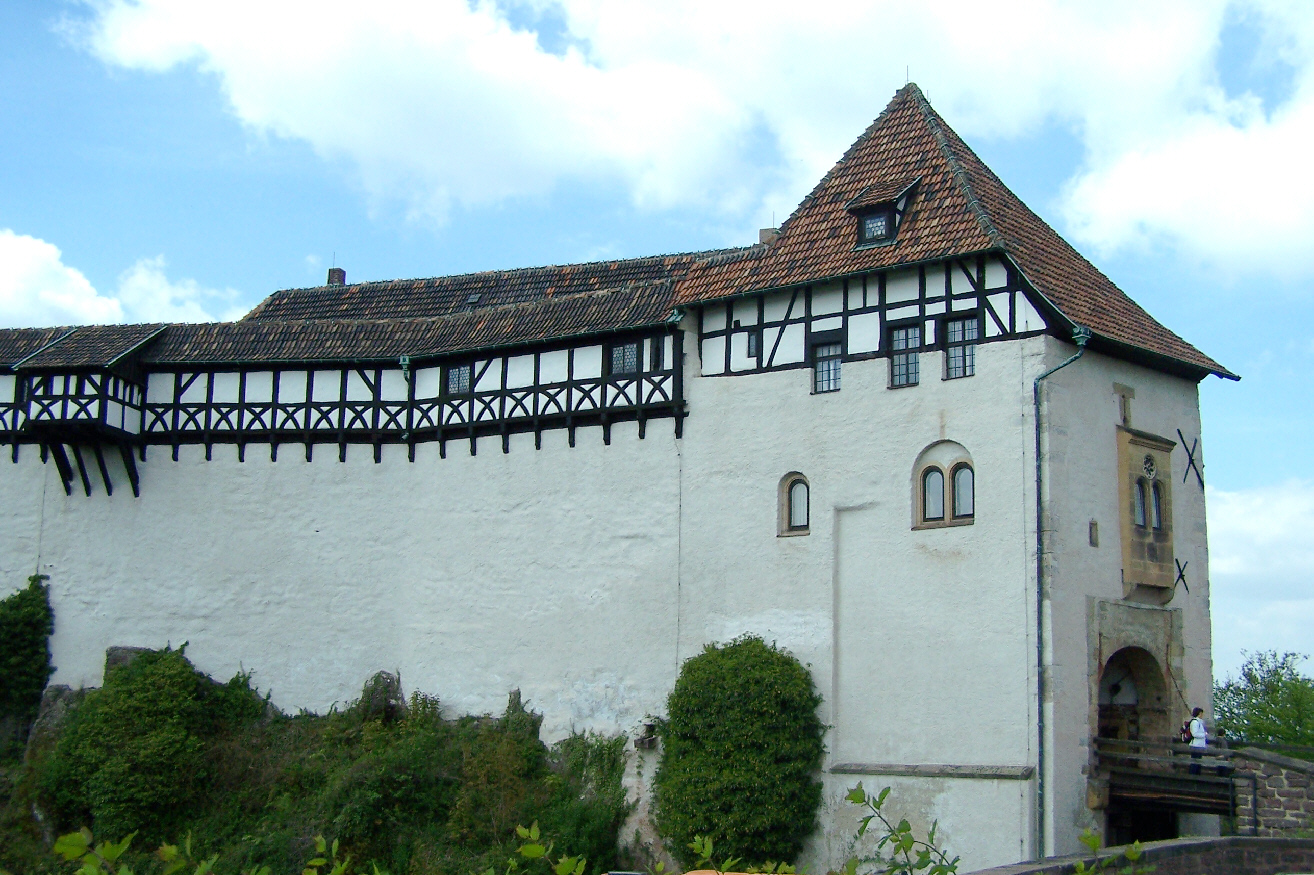
Torhaus und Wehrgang

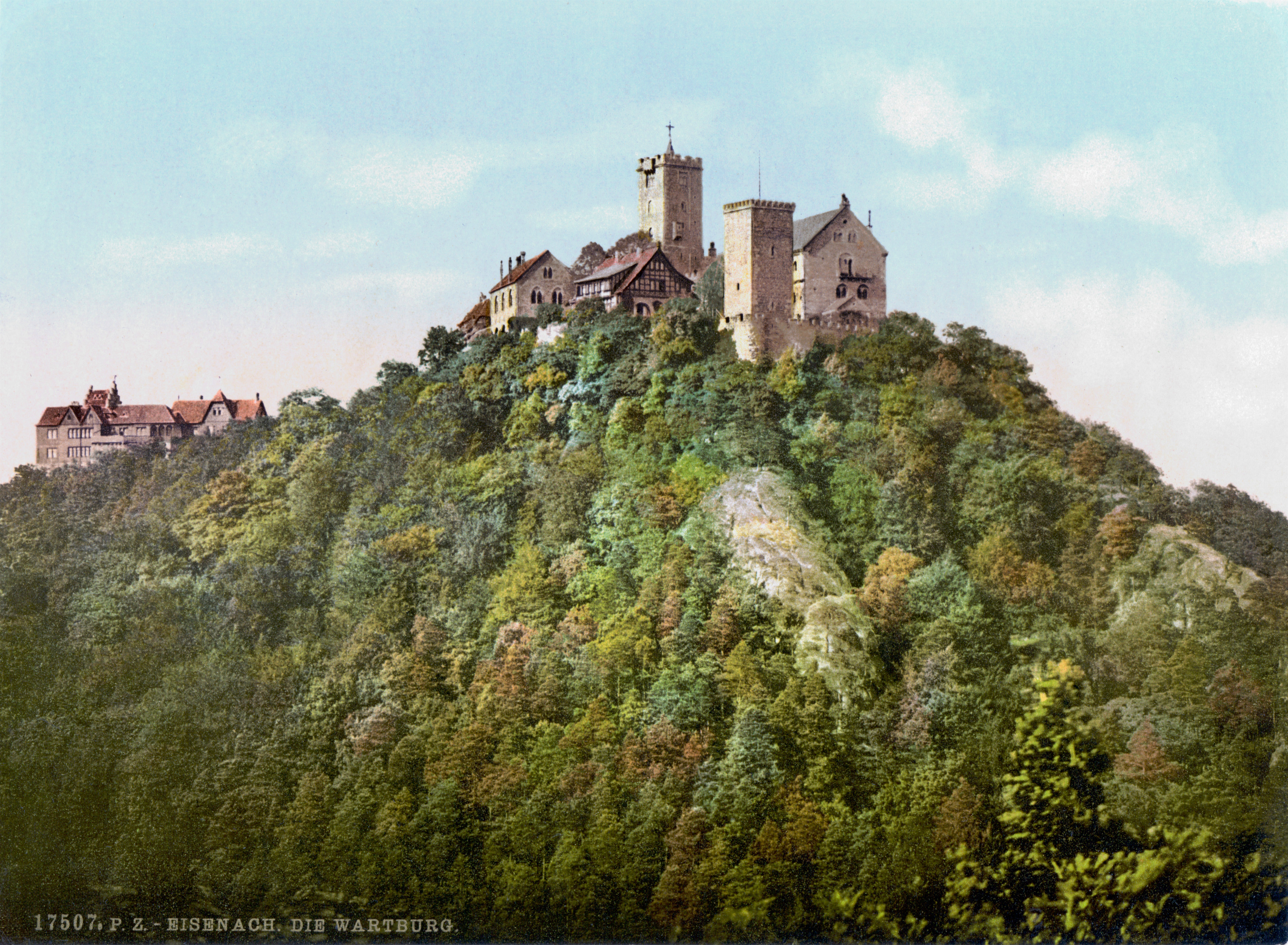
Wartburg um 1900

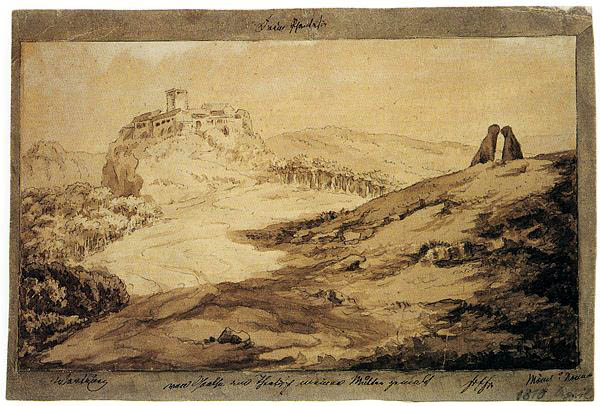
Wartburg, Mönch und Nonne (1807 skizziert von Goethe)

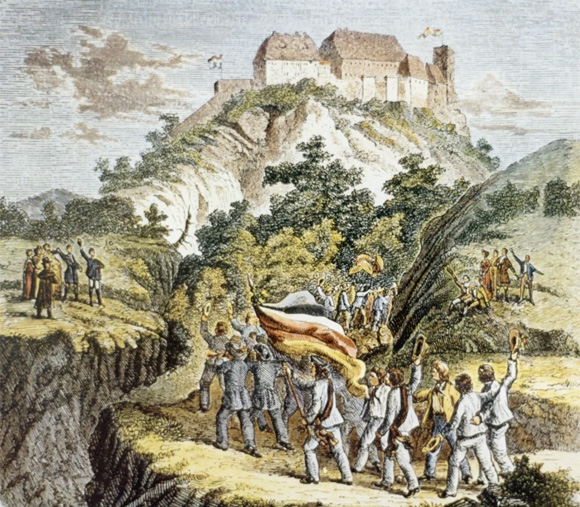
Studentenzug zum مهرجان فارتبورغ 1817 (Künstler unbekannt)

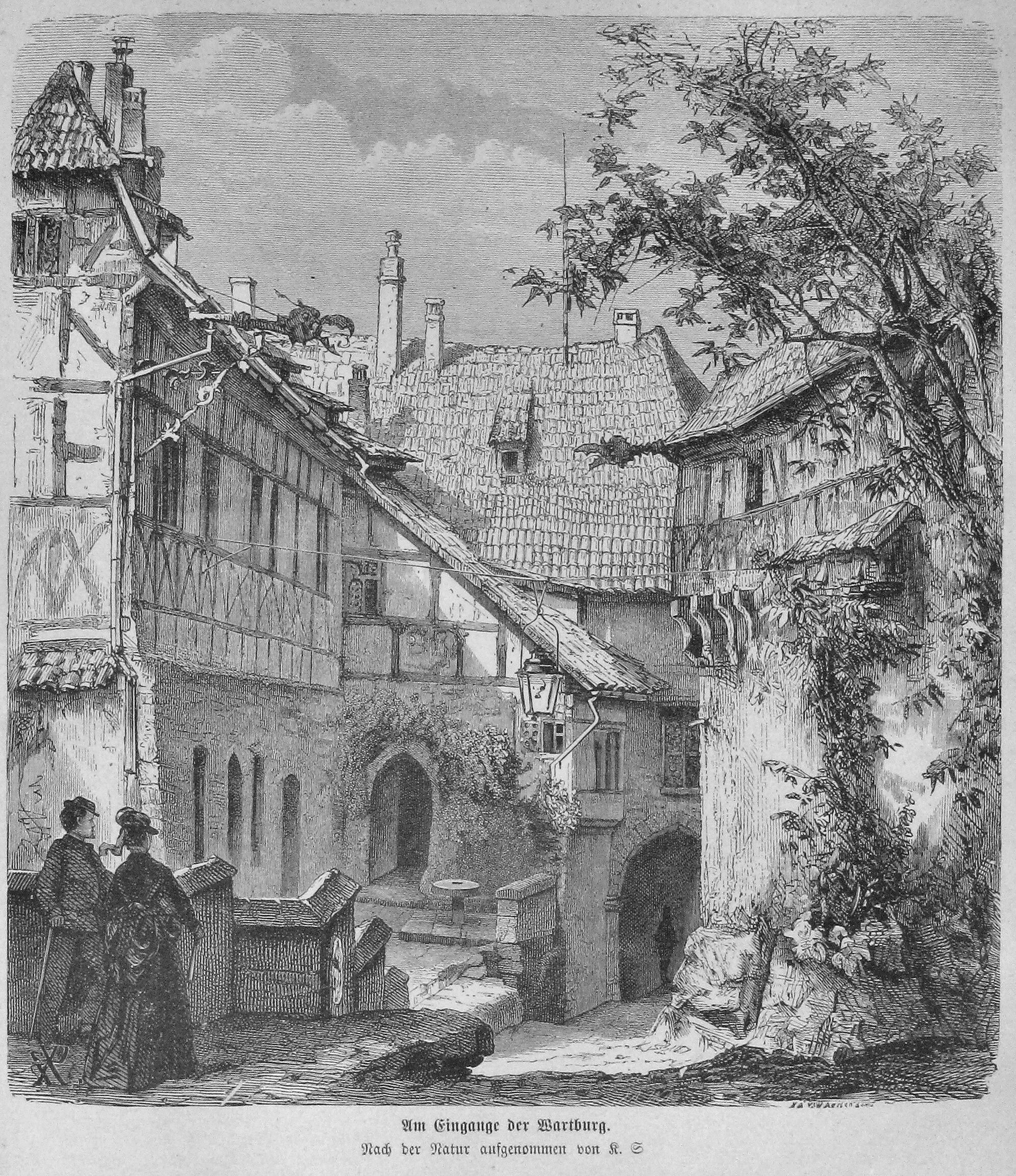
Illustration aus Die Gartenlaube 1873

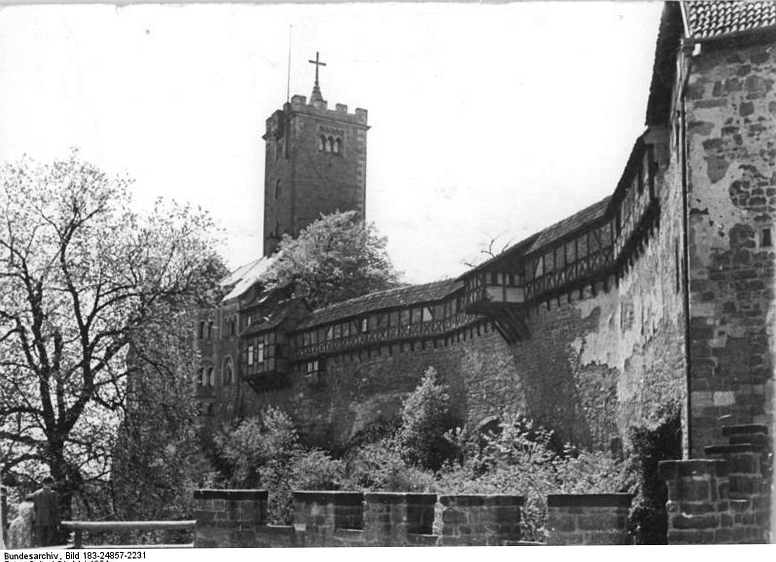
Wartburg, 1954

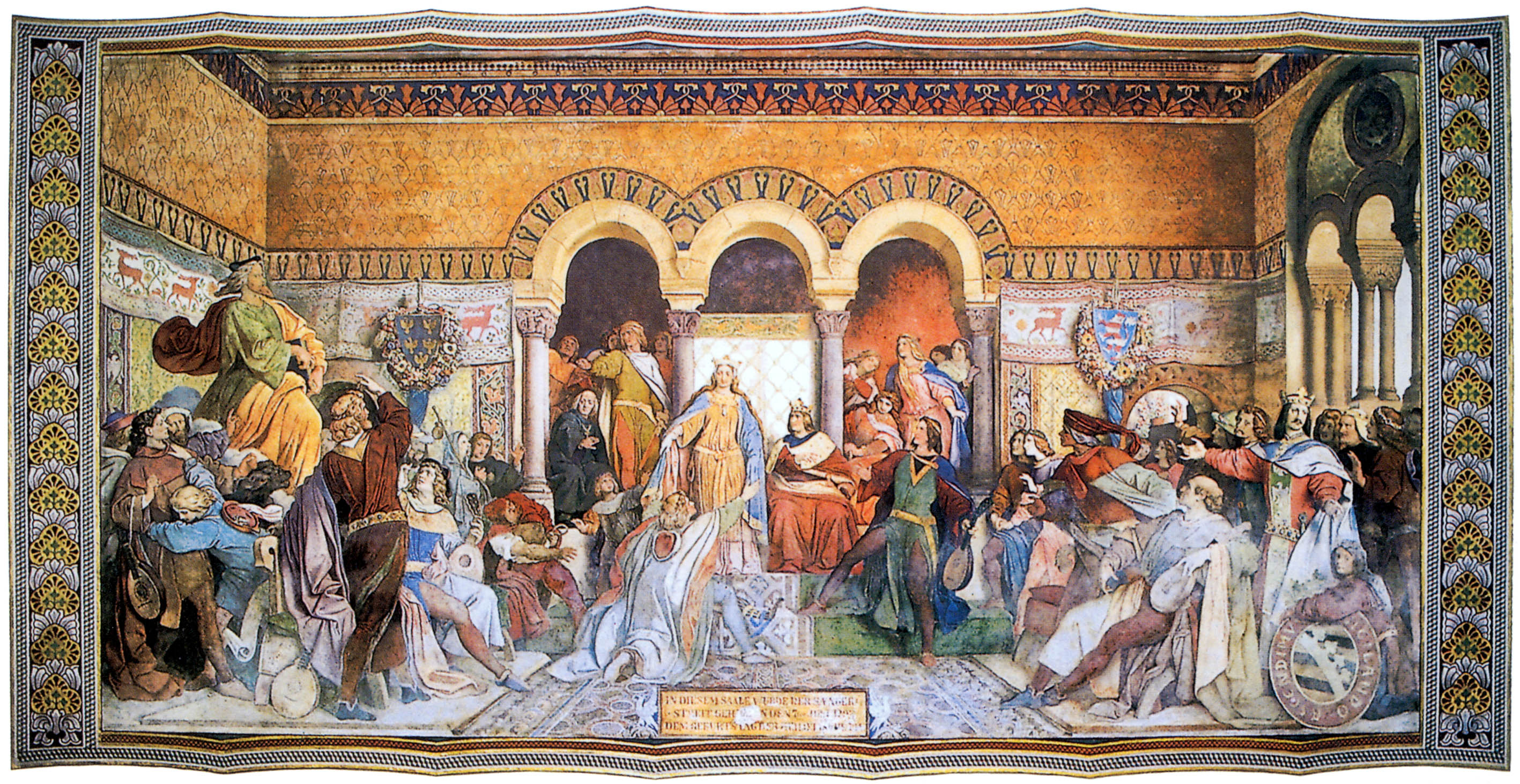
Ein „Grauschleier“, in der unteren Bildhälfte deutlich erkennbar, überdeckt seit den 1920er Jahren die farbenprächtigen Fresken

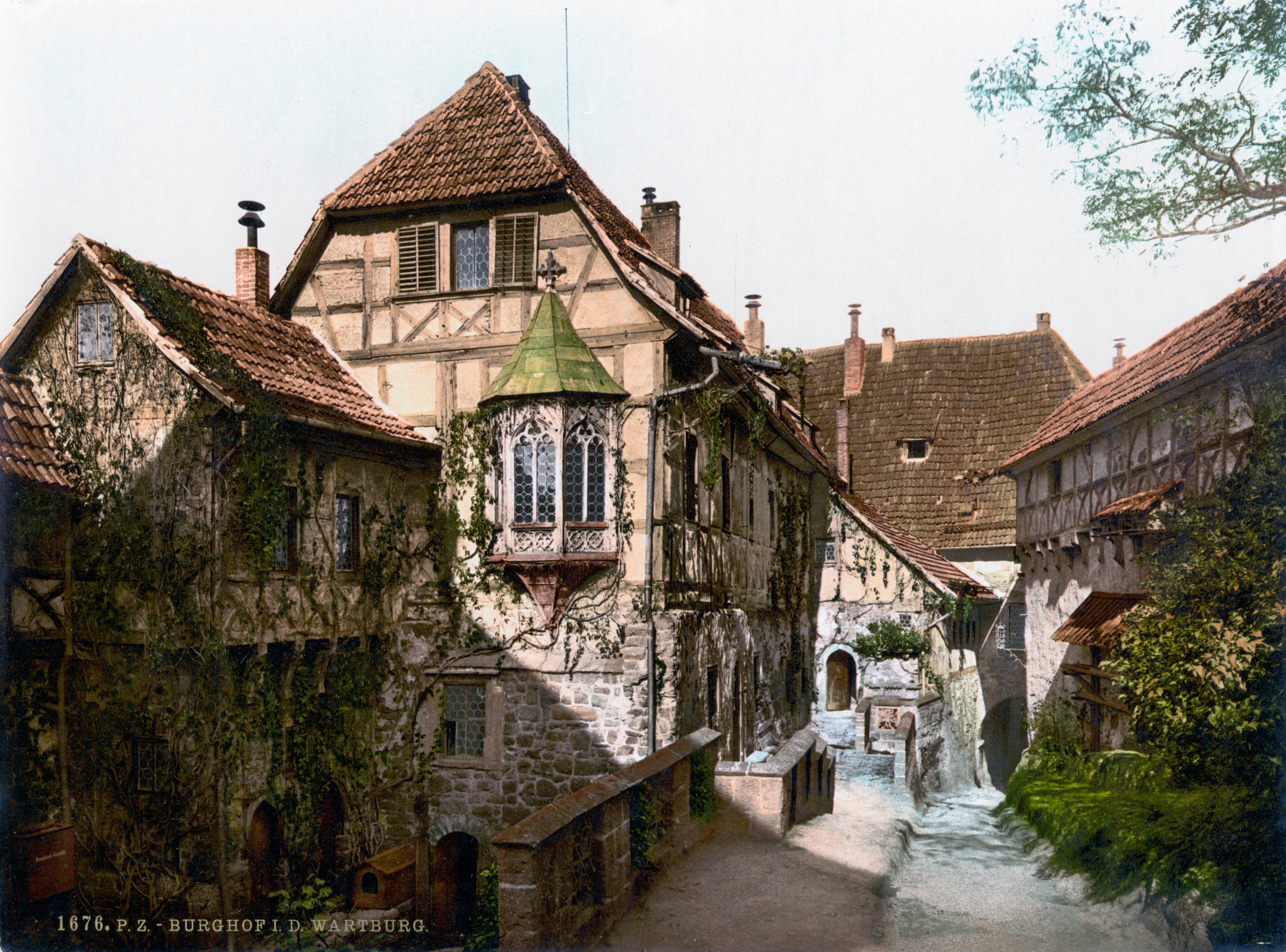
Burghof um 1900 ...

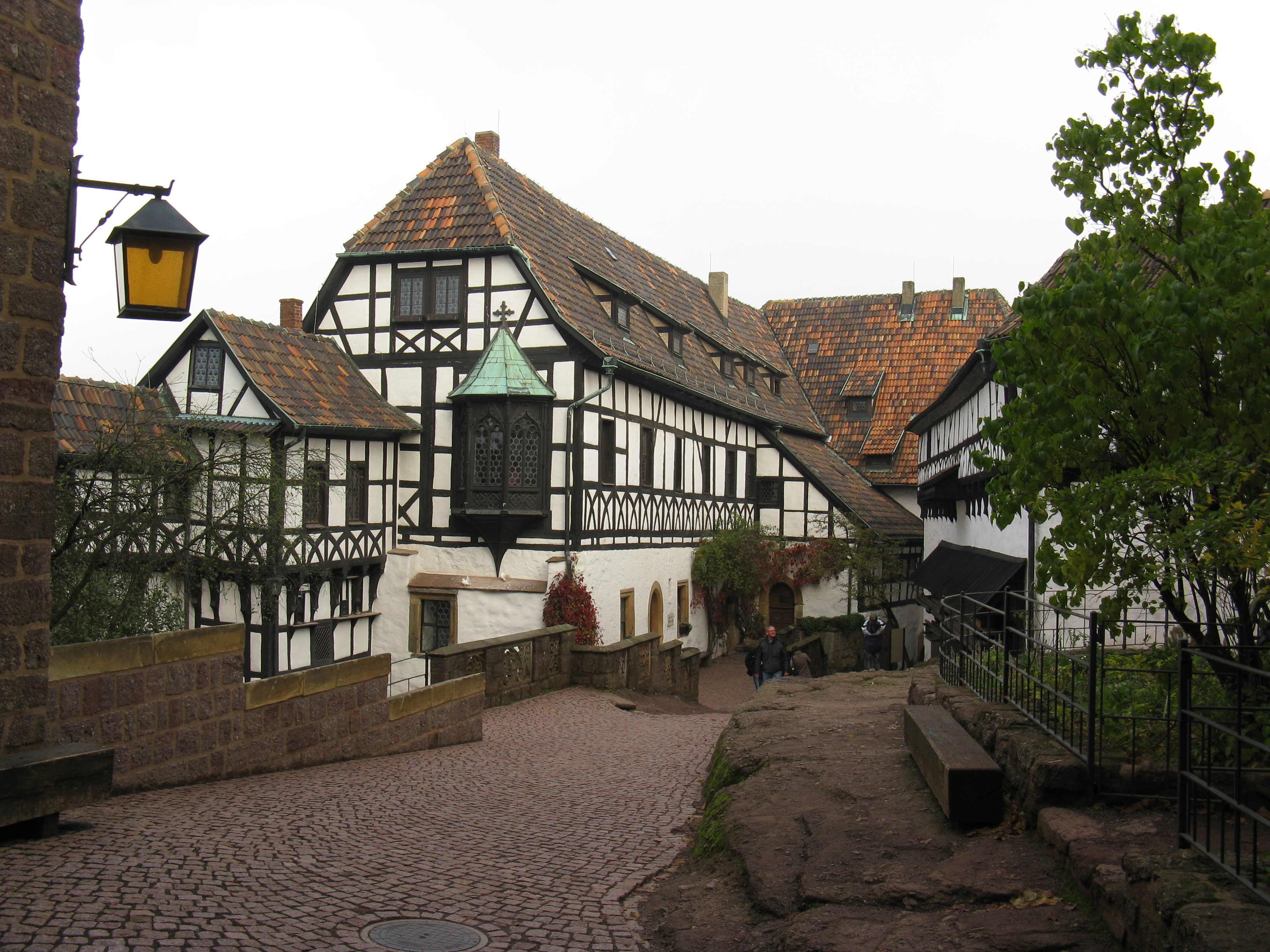
... und 2010

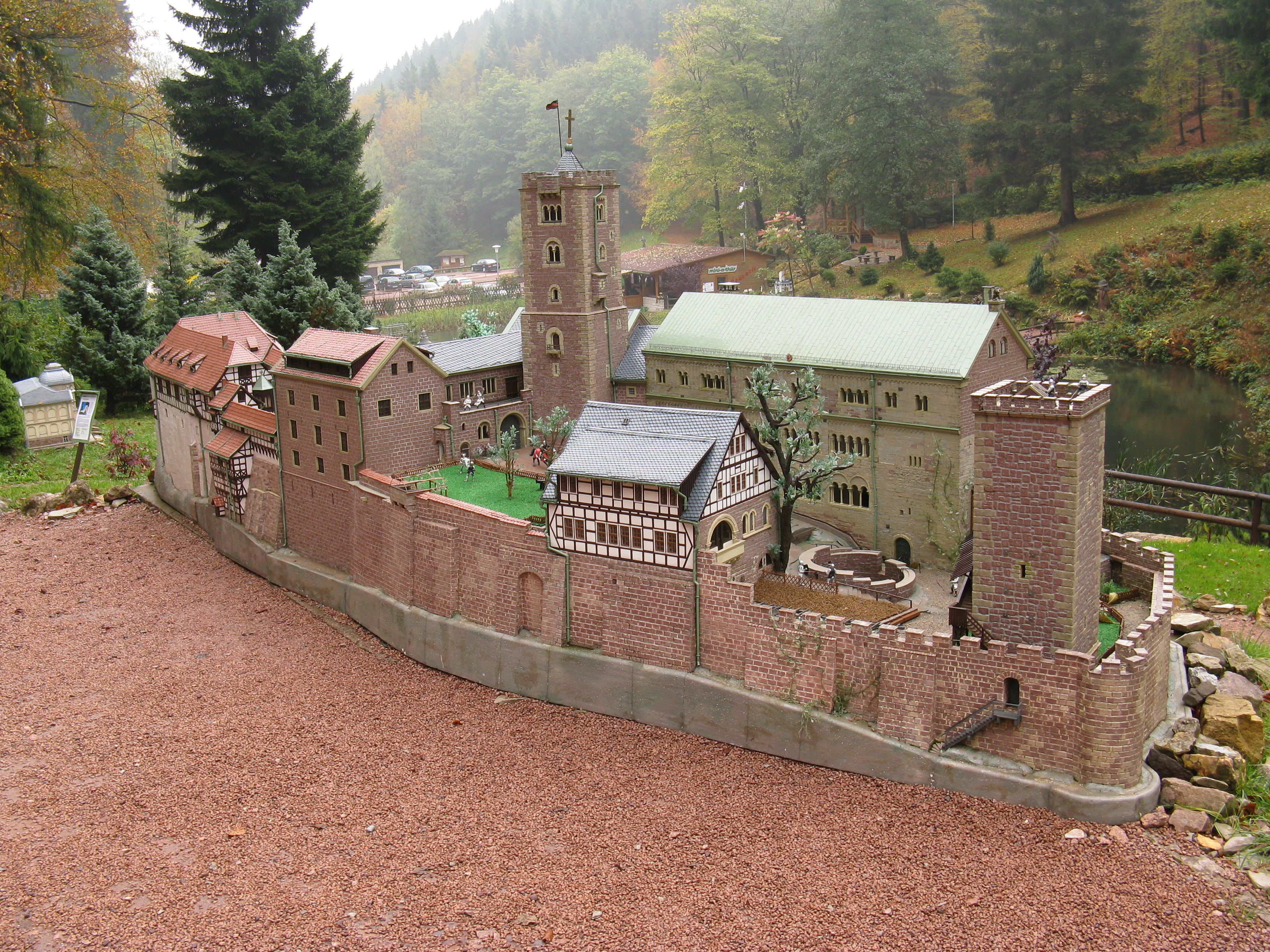
Modell der Wartburg im mini-a-thür (رولا)

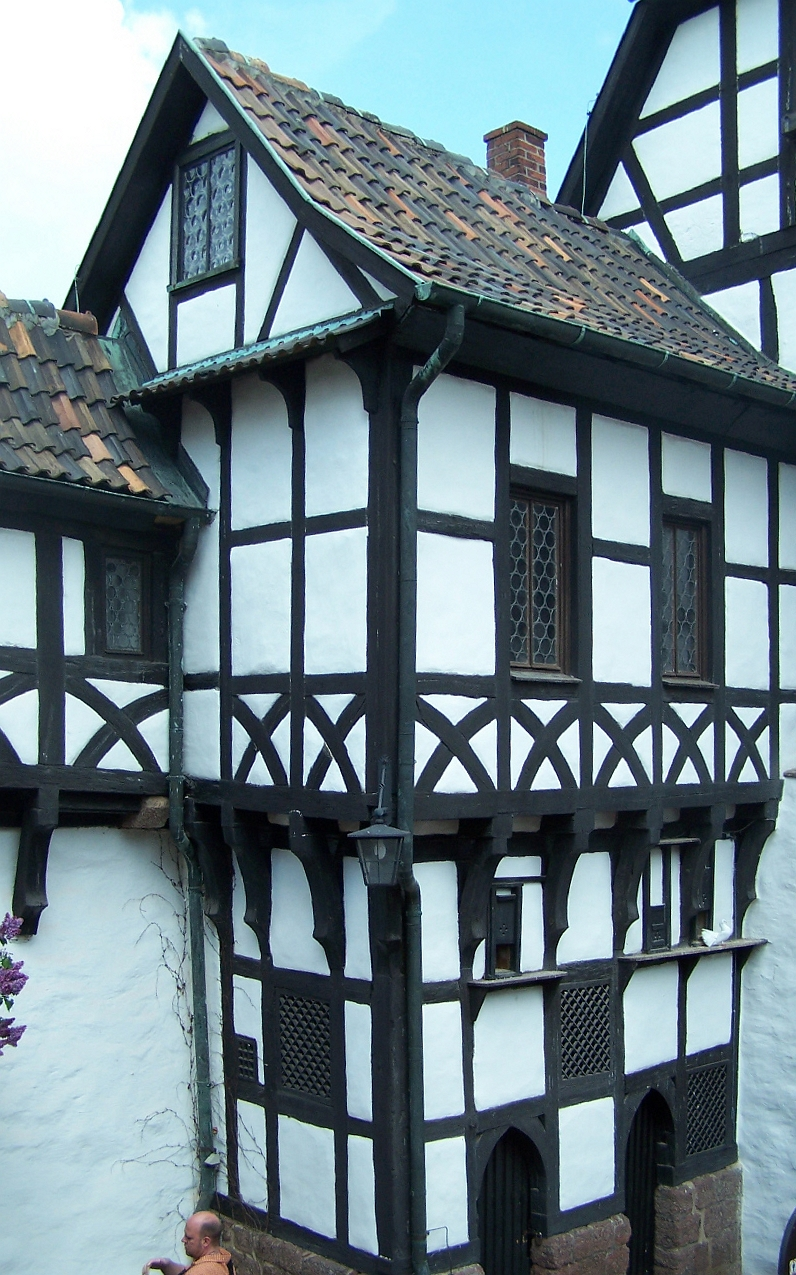
Gebäude im ersten Burghof

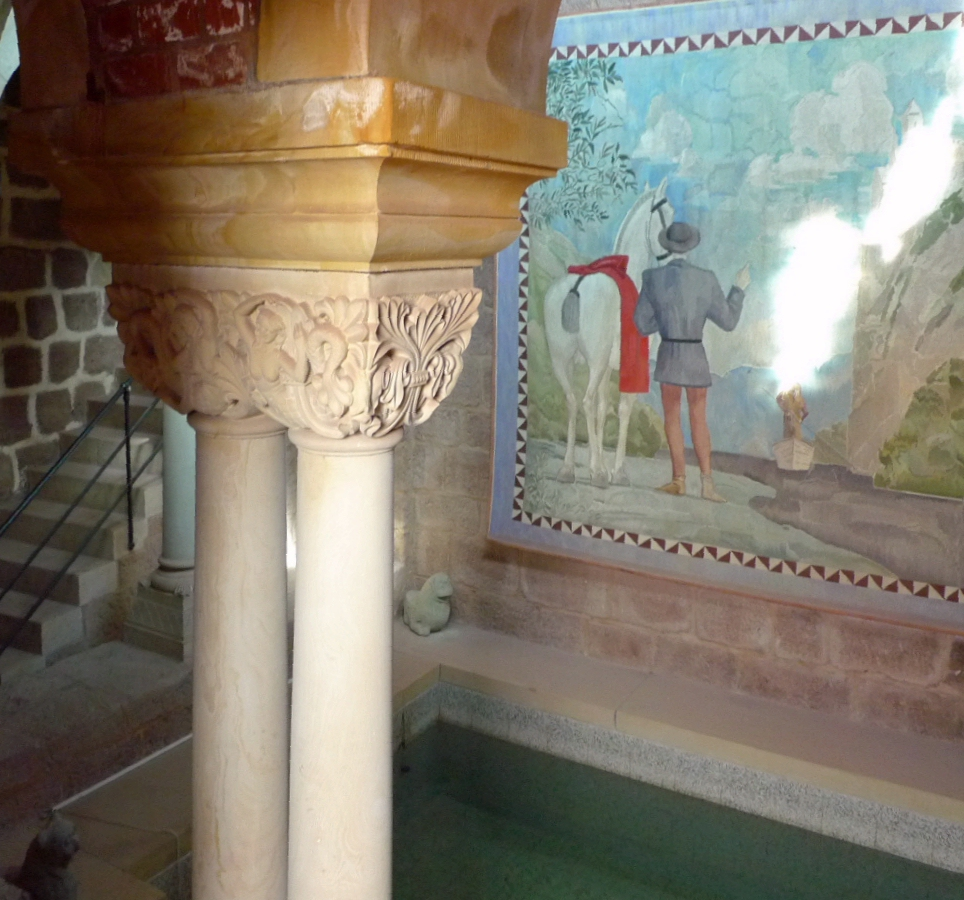
Ritterbad

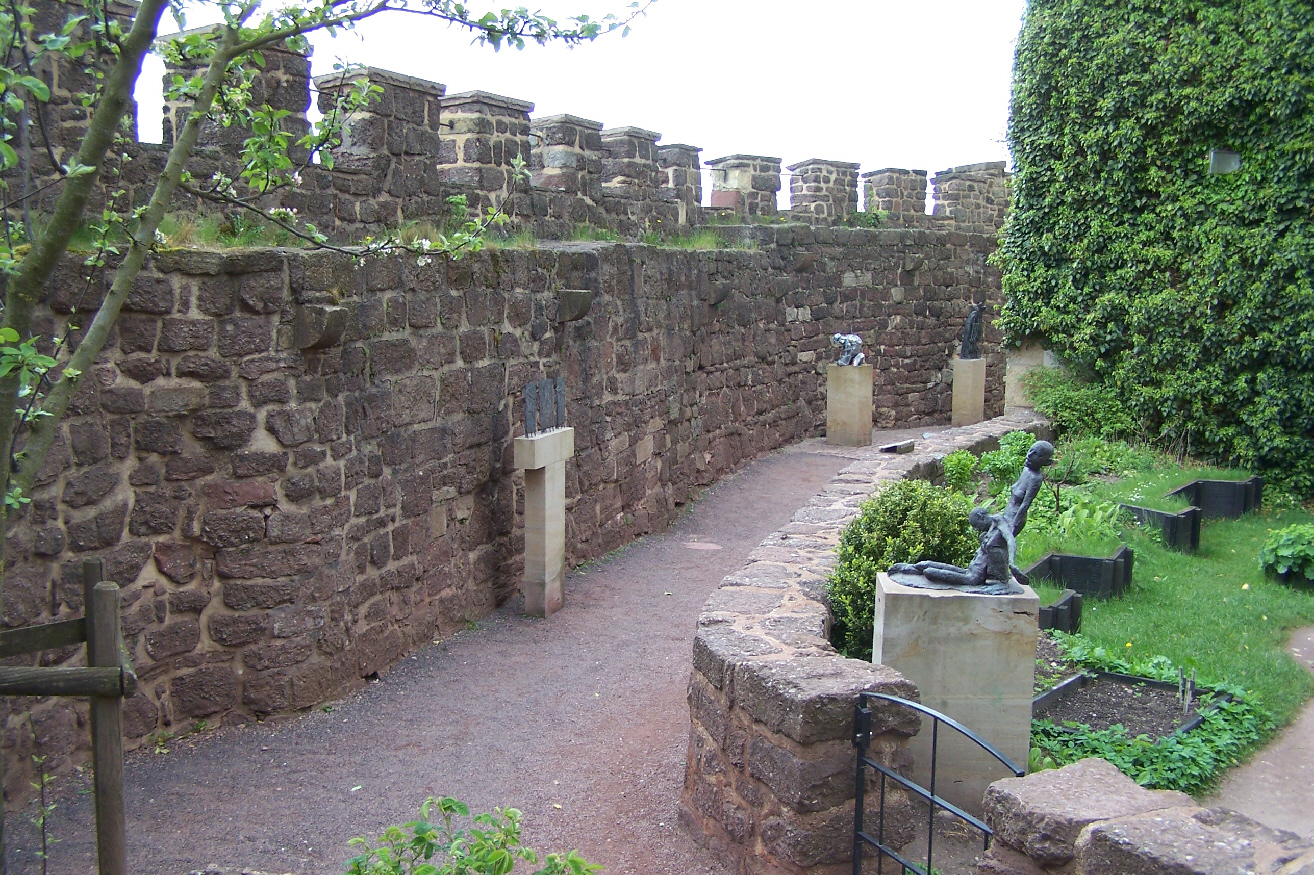
An der Südmauer

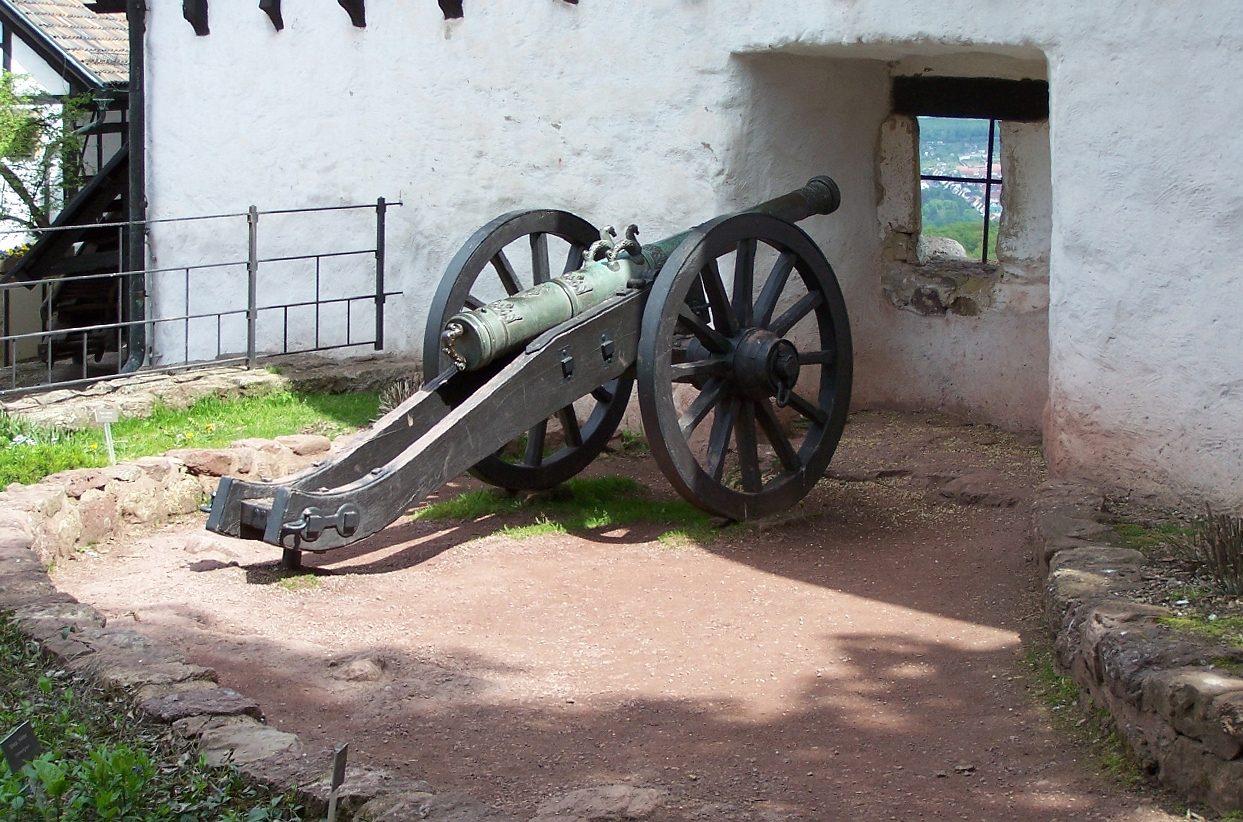
Aus der Festungszeit

## معرض صور

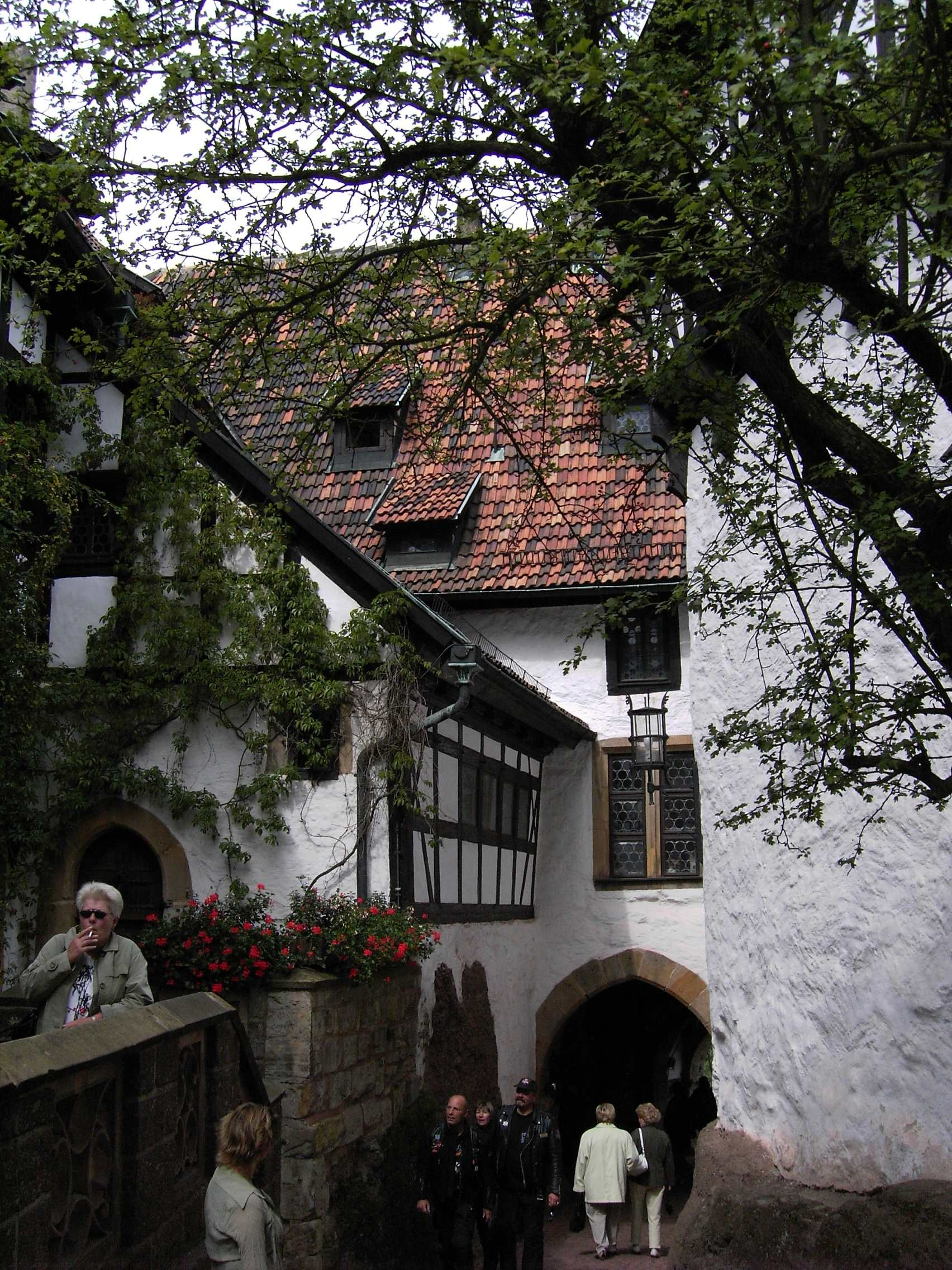
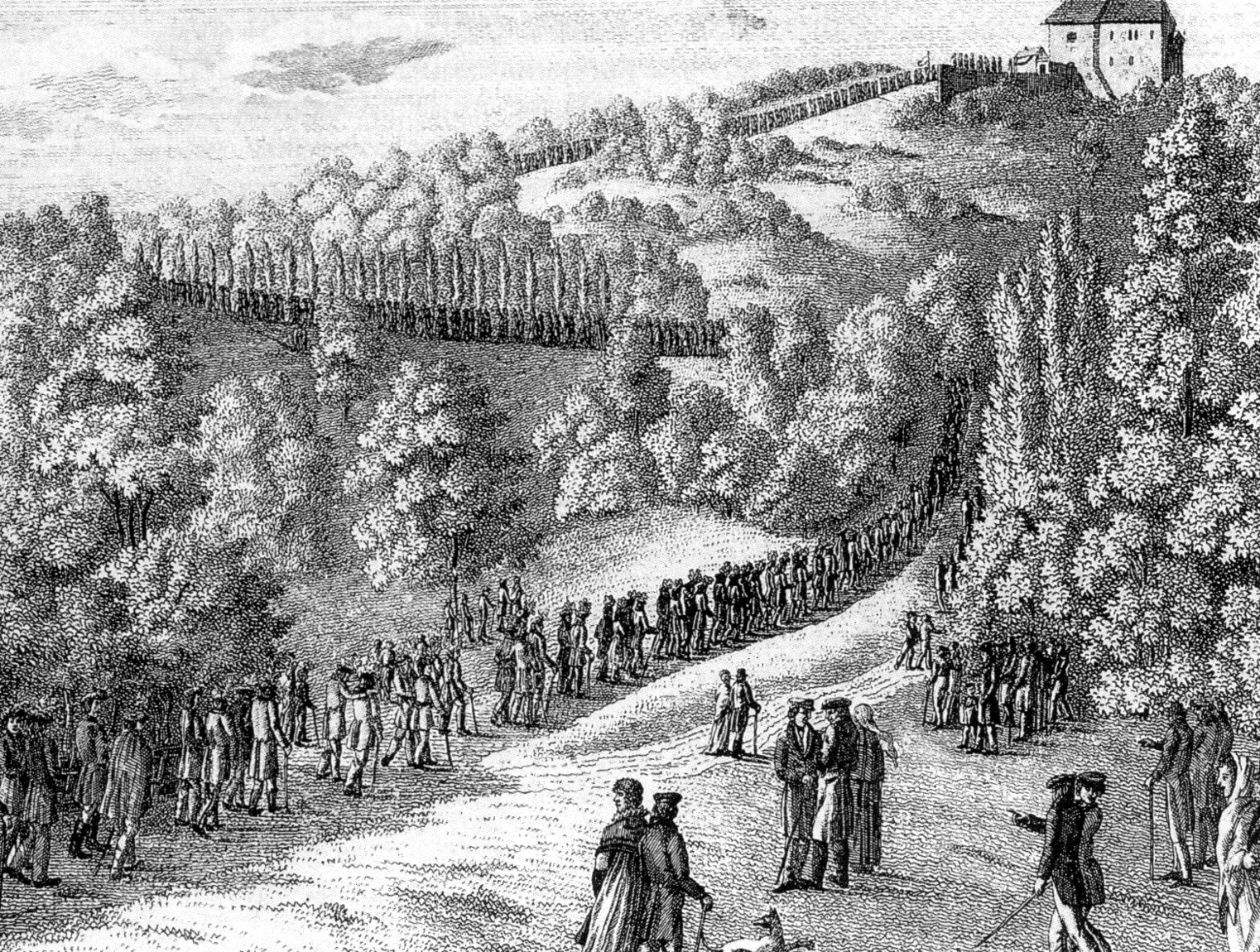
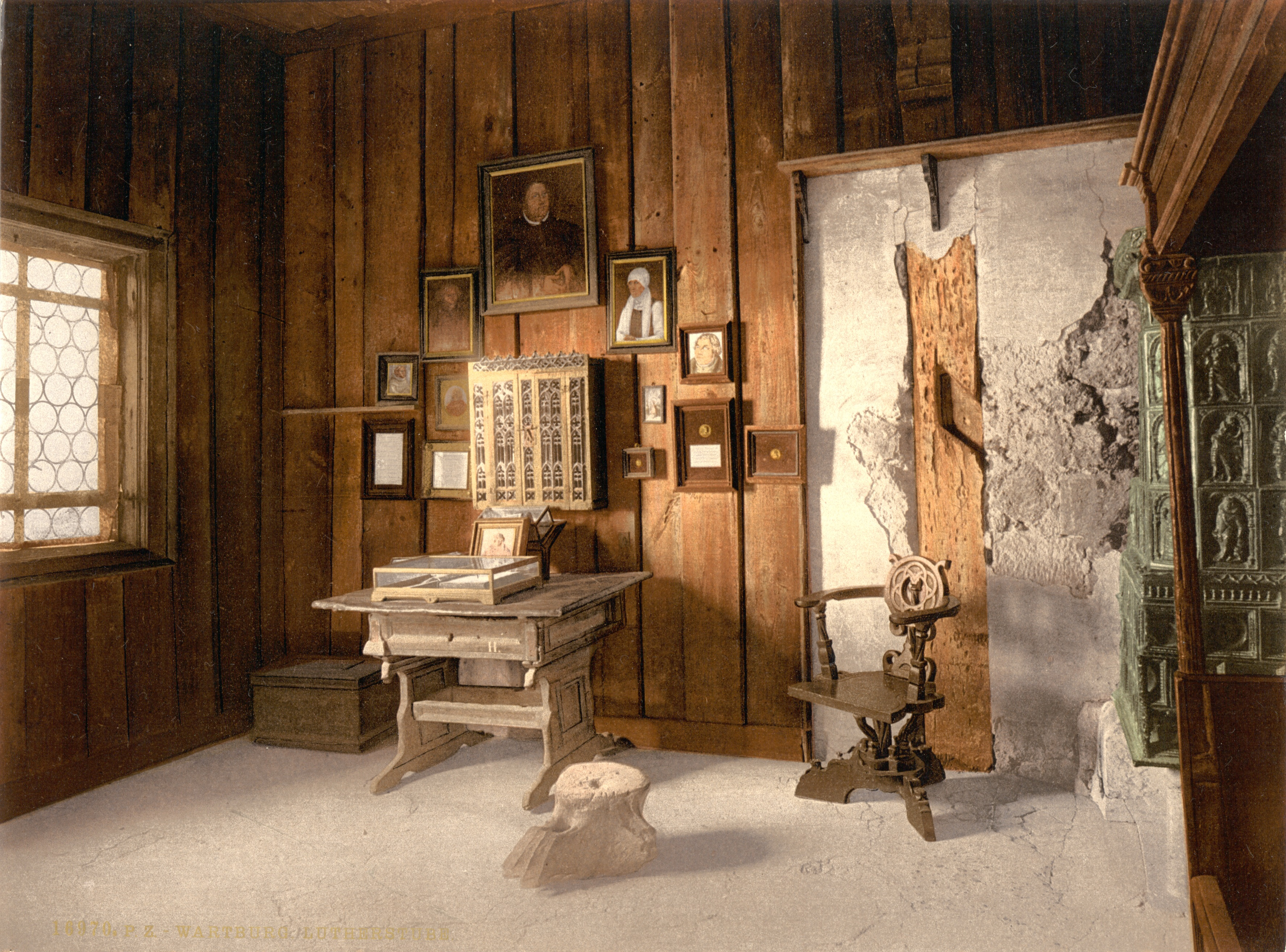
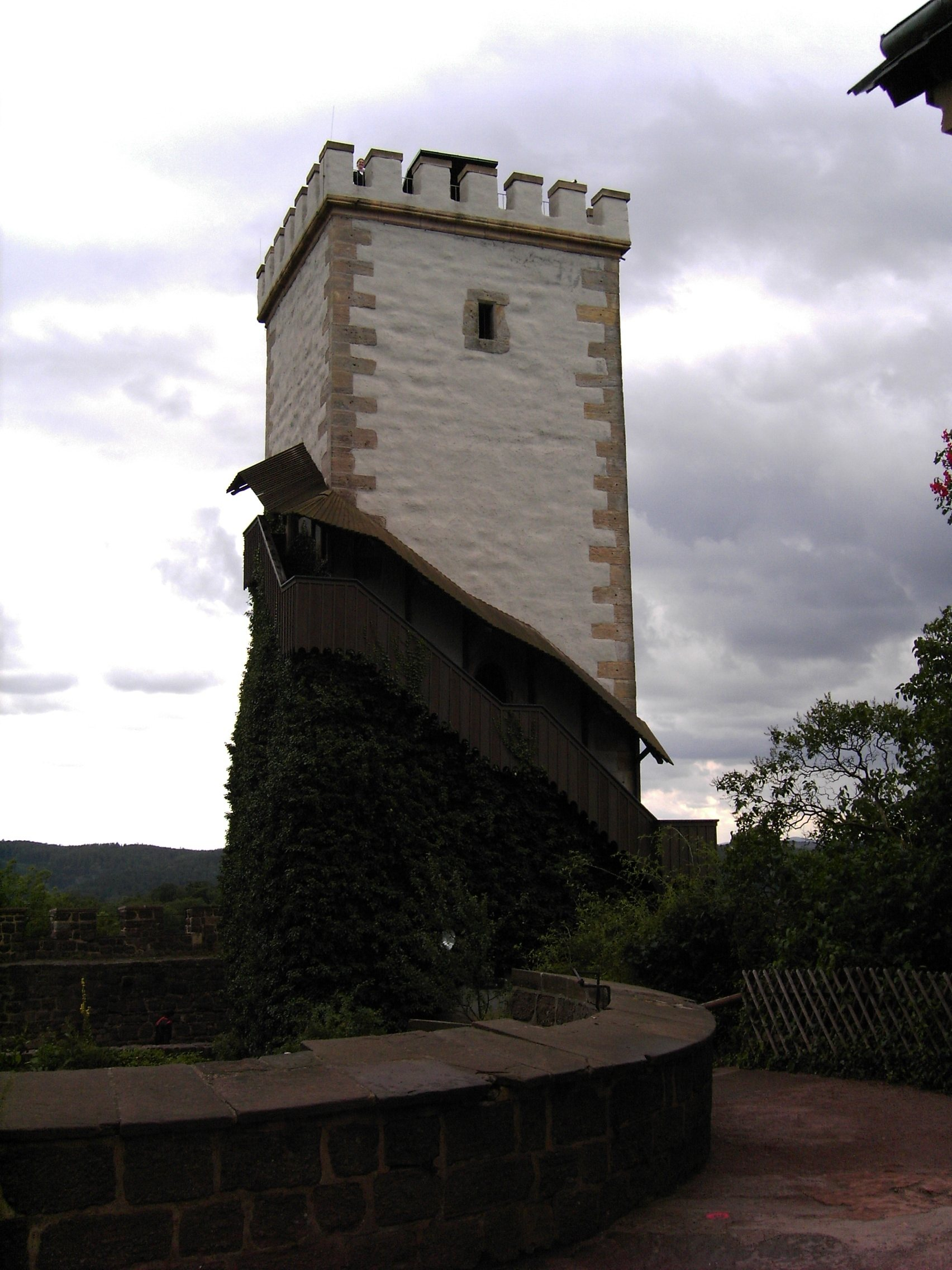

## اقرأ أيضا
- تورنغن
- لايبزغ
- قصر مانهايم